# Élection présidentielle chilienne de 2021
L'élection présidentielle chilienne de 2021 se déroule les 21 novembre et 19 décembre 2021 afin d'élire pour quatre ans le président de la République du Chili. Des élections parlementaires et régionales sont organisées simultanément.
Le président sortant, Sebastián Piñera, ne peut être candidat à sa réélection, la Constitution chilienne interdisant les mandats successifs.
Le scrutin voit les candidats d'extrême droite José Antonio Kast et de gauche radicale Gabriel Boric se qualifier pour le second tour. Pour la première fois depuis le retour de la démocratie en 1989, le second tour n'oppose pas des candidats issus des partis de centre droit et de centre gauche traditionnels. Boric remporte le second tour avec près de 56 % des voix, une première pour un candidat arrivé second à l'issue du premier tour. Il devient à 35 ans le plus jeune président de l'histoire du pays.

## Contexte

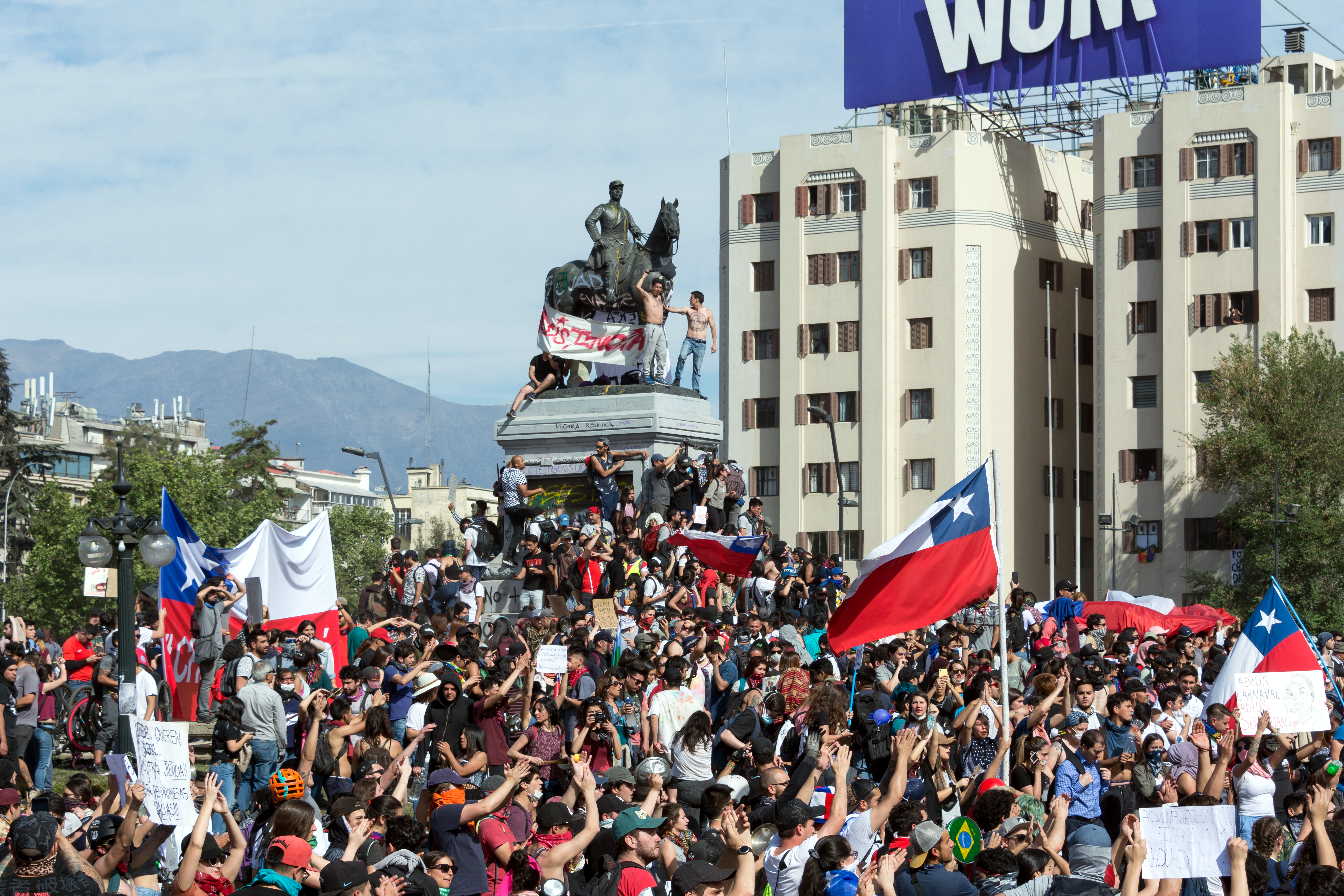
Manifestants chiliens en octobre 2019.

La présidentielle de novembre 2017 voit la victoire du conservateur Sebastián Piñera, le prédécesseur de la présidente sortante Michelle Bachelet. Piñera l'emporte au second tour face à Alejandro Guillier, soutenu par cette dernière.
Le pays connait des manifestations massives en 2019 et 2020 pour contester un système économique jugé très inégalitaire. Une trentaine de manifestants sont tués et des milliers blessés ou arrêtés. La Constitution alors en vigueur concentre rapidement les critiques en raison de son contenu néolibéral fortement inégalitaire ainsi que de ses origines, celle ci ayant été rédigée en 1980 sous la dictature militaire d'Augusto Pinochet, bien qu'elle ait été depuis amendée à plusieurs reprises notamment pour mettre fin à la présence de sénateur à vie,. Elle établit un modèle économique fondé sur la privatisation d'une large part des biens publics, y compris l'éducation, la santé, les retraites et l'accès à l'eau,. Devant l'ampleur du mouvement de contestation populaire, les dirigeants de la majorité des partis chiliens signent l'« Accord pour la paix sociale et la nouvelle Constitution » le 15 novembre 2019. Celui ci prévoit l'amendement de plusieurs articles du chapitre XV de la Constitution permettant la rédaction d'un nouveau texte fondamental via la convocation d'une assemblée constituante, une procédure que la Constitution de 1980 ne permettait pas auparavant.
L'élection présidentielle est ainsi précédée par l'élection d'une assemblée constituante les 15 et 16 mai 2021 à la suite du référendum organisé le 25 octobre 2020 où les électeurs se sont prononcés pour un changement de Constitution ainsi que sur le principe d'une assemblée constituante chargée de rédiger la nouvelle loi fondamentale.
Le président Sebastián Piñera, mentionné dans les Pandora Papers et soupçonné d'avoir utilisé sa fonction pour défendre ses intérets d'homme d'affaires, échappe de justesse à une procédure de destitution en novembre 2021.
L'actualité est également dominée par le thème du conflit dans la région d'Araucanie, où le peuple Mapuche réclame la restitution de ses terres ancestrales qu'il juge accaparées par de grandes entreprises. Des militants mènent des attaques et des incendies contre des grandes exploitations forestières, conduisant le gouvernement chilien à décréter un état d'urgence à la mi-octobre et à militariser la région. Les actions des forces de l'ordre font plusieurs morts dans la population civile.

## Système électoral
Le président de la République est élu au scrutin uninominal majoritaire à deux tours pour un mandat de quatre ans non renouvelable de manière consécutive. Est élu le candidat qui recueille la majorité absolue des votes valides au premier tour, organisé le troisième dimanche de novembre de la quatrième année du mandat présidentiel en cours. À défaut, les deux candidats arrivés en tête au premier tour s'affrontent lors d'un second organisé le quatrième dimanche suivant le premier, et celui recueillant le plus de voix est déclaré élu.

## Candidatures
| Candidats | Candidats              | Coalition/ ou parti   | Idéologie |
| --------- | ---------------------- | --------------------- | --- |
|           | Eduardo Artés          | Union patriotique     | Extrême gauche Communisme, marxisme-léninisme, anti-impérialisme, internationalisme                              |
|           | Gabriel Boric          | Approbation dignité   | Gauche radicale Socialisme libertaire, autonomisme, progressisme, féminisme                                      |
|           | Marco Enríquez-Ominami | Parti progressiste    | Centre gauche à gauche Progressisme, socialisme démocratique, écologie politique, féminisme, populisme de gauche |
|           | José Antonio Kast      | Front social chrétien | Extrême droite Nationalisme, libéralisme, conservatisme, populisme de droite, anti-immigration                   |
|           | Franco Parisi          | Parti des gens        | Droite Populisme de droite, anti-immigration, anti-globalisation                                                 |
|           | Yasna Provoste         | Nouveau pacte social  | Centre gauche Progressisme, social-démocratie, démocratie chrétienne, radicalisme, réformisme                    |
|           | Sebastián Sichel       | En avant le Chili     | Centre droit à droite Conservatisme, libéralisme, régionalisme, christianisme social, néolibéralisme             |

## Primaires

### Gauche
Lors de la primaire présidentielle du 18 juillet 2021, Gabriel Boric est désigné candidat de la coalition de gauche Approbation dignité avec 60,42 % des voix, battant le représentant du Parti communiste, Daniel Jadue, qui totalise 39,58 % des voix alors qu'il était le favori des sondages.

### Droite
Le même jour, la coalition de droite En avant le Chili organise sa primaire au terme de laquelle Sebastián Sichel l'emporte avec plus de 49 % des voix, devançant là-aussi le favori des sondages, le conservateur Joaquín Lavín, qui ne recueille que 31 % des voix.

## Campagne
Les manifestations de grande ampleur organisées dans le pays au cours des années précédentes influencent profondément la campagne électorale, marquée par l'avènement de candidats non issus des partis traditionnels, ainsi que par une forte polarisation du champ politique. La campagne est ainsi dominée par le candidat de gauche radicale Gabriel Boric et le candidat d'extrême droite José Antonio Kast, grands favoris du scrutin,.

### Gabriel Boric

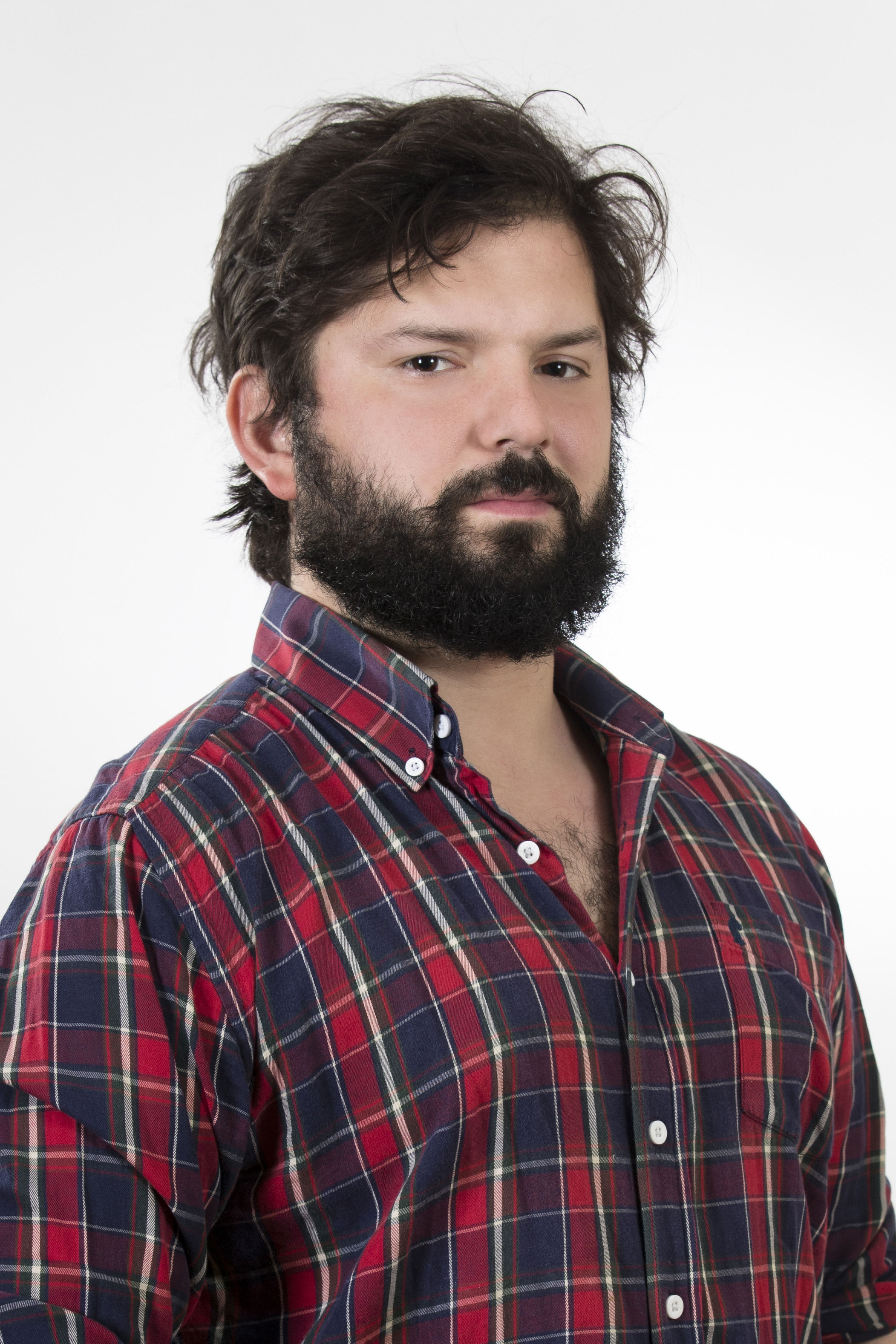
Gabriel Boric

Porté par un mouvement contestataire ancré à gauche et puisant ses origines dans les milieux étudiants — avant son extension déterminante aux questions des inégalités sociales —, Gabriel Boric est à 35 ans le plus jeune des candidats. Ancien syndicaliste étudiant élu député en 2013 sous une étiquette d'indépendant, il occupe une place de premier plan lors de la campagne pour le référendum d'octobre 2020, qui voit les propositions d'un changement de constitution et de la mise en place d'une Assemblée constituante approuvées à de larges majorités. Fort de ses liens avec une partie des membres de cette dernière, élus lors des élections constituantes de mai 2021, Boric remporte par la suite la primaire du Front large sur des positions moins radicales que son concurrent communiste Daniel Jadue, bénéficiant notamment de l'image d'un candidat participant au renouvellement de la classe politique.
Candidat d'un passage à un système d'État-providence, Gabriel Boric propose de revenir sur la privatisation des services publics qui avait caractérisé la dictature de Pinochet. Il prend ainsi position contre le système de retraites et de santé en vigueur, ceux-ci étant depuis cette époque intégralement confiés au secteur privé,. Le candidat se prononce pour l'introduction d’impôts progressifs pour les plus riches, et une retraite minimum de 250 000 pesos via une augmentation des cotisations mensuelles de 10 % à 18 % du salaire, avec une plus grande part prise en charge par l'employeur. Promettant également de lutter contre le réchauffement climatique, il se déclare favorable à la légalisation de l'avortement et à l'avancée des droits des LGBT, sujet sur lesquels il critique vivement les positions de José Antonio Kast,. En réaction au conflit Mapuche, il prône la levée de l'État d'urgence et l'expulsion des entreprises transnationales présentes dans la région,.

### José Antonio Kast

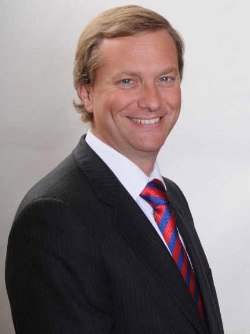
José Antonio Kast

José Antonio Kast fait campagne sur des positions à l’extrême droite de l'échiquier politique. Candidat malheureux lors de l'élection présidentielle de 2017 au cours de laquelle il recueille un peu moins de 8 % des voix, il se présente en défenseur de l'héritage de la période de dictature d'Augusto Pinochet. Promettant de « remettre de l'ordre dans le pays », sa campagne axée sur la lutte contre la criminalité et l'immigration le voit notamment proposer de légaliser le port d'armes chez les civils et de creuser un fossé dans le nord pour empêcher le passage de migrants, dans le contexte d'un afflux de ces derniers venus de Colombie, d’Haïti et du Venezuela. Lors du débat organisé le 15 novembre, il prend à partie Gabriel Boric pour son soutien au président vénézuélien Nicolás Maduro et à la construction de barricades lors des manifestations étudiantes de 2011. En réaction au conflit Mapuche, il soutient une militarisation accrue de l'Araucanie,.
Ultra-conservateur, José Antonio Kast s'oppose à la légalisation du mariage homosexuel ainsi qu'à celle de l'avortement, dont il souhaite étendre l'interdiction en toutes circonstances. Depuis 2017, l'IVG est restreinte aux seuls cas de risque vital pour la mère, de fœtus non-viable ou de viol, une avancée due à l'ancienne présidente Michelle Bachelet, seules les IVG en cas de risque vital pour la mère étant jusque là autorisées.
José Antonio Kast voit sa campagne galvanisée par une radicalisation d'une partie de l'électorat de droite en réaction aux manifestations contestataires. Candidat du maintien du système néolibéral instauré sous Pinochet par les Chicago Boys, dont il n'hésite pas à citer le principal économiste, Milton Friedman, en affirmant qu'« une société qui privilégie l'égalité sur la liberté n'aura aucun des deux », il prône le maintien de la retraite par capitalisation intégralement confiée au système privé. Son programme se base sur une plus grande liberté d'action donnée aux marchés financiers et une participation la plus minimale possible de l’État dans le domaine économique. Il propose également de baisser de deux points la TVA et de repousser l'âge de la retraite tout en facilitant l'emploi au-delà de l'âge minimum de la retraite comme moyen d'augmenter le montant de celle-ci.

### Sebastián Sichel
Candidat de la coalition de droite libérale Chile Vamos et dauphin du président Sebastián Piñera, Sebastián Sichel souffre du bilan du président sortant, devenu très impopulaire. Le candidat est par ailleurs affaibli par les affaires de corruption touchant la coalition, et se retrouve indirectement éclaboussé par le scandale des Pandora Papers ayant conduit à une tentative de destitution de Piñera début novembre en raison de soupçons de corruption dans la vente d'une compagnie minière en 2010. La chute de la droite traditionnelle portée par Sichel profite ainsi largement à la candidature de José Antonio Kast,. Sur le plan économique, Sichel se pose en défenseur du libre marché et des petites ou moyennes entreprises, couplé à un renforcement du rôle de l’État. Prenant pour modèle l'Allemagne de la chancelière Angela Merkel, il cite en exemple la doctrine de son prédécesseur Konrad Adenauer : « Le marché autant que possible, l'État autant que nécessaire ». Le candidat prône une réforme du système des retraites conservant une participation du secteur privé tout en y insérant celle de l'État, laissant le choix aux travailleurs de choisir entre l'un ou l'autre, sur le modèle australien.

### Yasna Provoste
A la tête de la coalition de centre gauche Unité constituante dominée par le Parti socialiste de l'ancienne présidente Michelle Bachelet et le Parti démocrate-chrétien, la démocrate-chrétienne Yasna Provoste pâtit de la perte de confiance généralisée envers la classe politique traditionnelle, ainsi que de la concurrence de Gabriel Boric sur sa gauche. Critiquant ce dernier pour le soutien apporté par le Parti communiste à sa candidature, Provoste met en avant une image de modérée garante de la stabilité et adepte de la négociation. Candidate d'un capitalisme coexistant avec un élargissement des secteurs gérés par le domaine public, Provoste axe son programme sur un plan de gestion des conséquences économiques des manifestations de 2019-2021 ainsi que de la pandémie de Covid-19 ayant durement affectée le pays. Elle propose ainsi d'y allouer un total de 24 milliards de dollars répartis sur quatre ans, qu'elle propose de financer par la croissance et l'endettement.

### Franco Parisi
Le candidat de la droite libérale Franco Parisi, un économiste bénéficiant d'une importante notoriété, fait quant à lui intégralement campagne depuis son domicile dans l’État américain d'Alabama en raison de poursuites judiciaires au Chili pour non-paiement de pension alimentaire. Son éloignement lui vaut d'être le seul candidat à ne pas subir de mise en quarantaine au cours de la campagne,. Il représente un courant de droite populiste se voulant « antisystème », très critique à l'égard des partis politiques traditionnels et de l'oligarchie chilienne, bien que libéral sur le plan économique.

### Autres candidats
Autres candidats de la gauche, le socialiste Marco Enríquez-Ominami et le communiste Eduardo Artés peinent quant à eux à s'imposer.

## Sondages

### Premier tour
Le graphique qui aurait dû être présenté ici ne peut pas être affiché car il utilise l'ancienne extension Graph, désactivée pour des questions de sécurité. Des indications pour créer un nouveau graphique avec la nouvelle extension Chart sont disponibles ici.

### Second tour
Le graphique qui aurait dû être présenté ici ne peut pas être affiché car il utilise l'ancienne extension Graph, désactivée pour des questions de sécurité. Des indications pour créer un nouveau graphique avec la nouvelle extension Chart sont disponibles ici.

## Résultats
| Candidat                 | Candidat                 | Coalition ou parti       | Premier tour | Premier tour | Second tour | Second tour |
| Candidat                 | Candidat                 | Coalition ou parti       | Voix         | %            | Voix        | %           |
| ------------------------ | ------------------------ | ------------------------ | ------------ | ------------ | ----------- | ----------- |
|                          | José Antonio Kast        | FSC                      | 1 961 779    | 27,91        | 3 650 088   | 44,13       |
|                          | Gabriel Boric            | AD                       | 1 815 024    | 25,82        | 4 620 890   | 55,87       |
|                          | Franco Parisi            | PDG                      | 900 064      | 12,81        |             |             |
|                          | Sebastián Sichel         | CV                       | 898 635      | 12,79        |             |             |
|                          | Yasna Provoste           | NPS                      | 815 563      | 11,60        |             |             |
|                          | Marco Enríquez-Ominami   | PRO                      | 534 383      | 7,60         |             |             |
|                          | Eduardo Artés            | UPA                      | 102 897      | 1,46         |             |             |
|                          |                          |                          |              |              |             |             |
| Votes valides            | Votes valides            | Votes valides            | 7 028 345    | 98,79        | 8 270 978   | 98,89       |
| Votes blancs             | Votes blancs             | Votes blancs             | 30 493       | 0,43         | 24 130      | 0,29        |
| Votes nuls               | Votes nuls               | Votes nuls               | 55 480       | 0,79         | 68 802      | 0,82        |
| Total                    | Total                    | Total                    | 7 114 318    | 100          | 8 363 910   | 100         |
| Abstention               | Abstention               | Abstention               | 7 916 656    | 52,67        | 6 667 064   | 44,36       |
| Inscrits / participation | Inscrits / participation | Inscrits / participation | 15 030 974   | 47,33        | 15 030 974  | 55,64       |

 Représentation des résultats du second tour :
| Gabriel Boric (55,87 %) |  |  | José Antonio Kast (44,13 %) |
| ▲                       |  |  |                             |
| Majorité absolue        |  |  |                             |

## Analyse

Candidat arrivé en tête au premier tour par municipalité :
Kast
Boric
Parisi
Provoste

Candidat arrivé en tête au second tour par municipalité :
Kast
Boric

### Premier tour
Comme attendu, José Antonio Kast et Gabriel Boric se qualifient pour le second tour, le premier arrivant en tête à la faveur d'une montée inédite de l’extrême droite. Le candidat — qui refuse cette étiquette — aurait bénéficié du contre coup de la persistance des violences chez les éléments les plus radicaux du mouvement contestataire, ainsi que de la résonance de ses thèmes de campagne portant sur la criminalité et l'immigration clandestine avec les préoccupations des électeurs. Boric bénéficie quant à lui du soutien d'une demande croissante — notamment chez les jeunes — d'une implication de l’État dans les secteurs de l'éducation et de la santé ainsi que d'une société plus égalitaire.
L'arrivée en tête du premier tour de José Antonio Kast est applaudie par les marchés financiers. La Bourse de Santiago ouvre sur une hausse de 9,25% le lendemain du vote.
D'après Carlos Ominami, ancien ministre de l’Économie du gouvernement de Patricio Aylwin, ce résultat représente pour la gauche chilienne « la gueule de bois des lendemains de carnaval. La gauche n’a pas su mesurer l’effet sur les esprits des images d’affrontements, de commerces incendiés qui tournaient en boucle à la télévision, au soir du second anniversaire de la révolte sociale. Une sorte de climat contre-révolutionnaire s’est installé », alors que José Antonio Kast « membre de la caste dominante, soutenu par les églises évangéliques, a agité tout au long de la campagne la peur du communisme », ajoute l'universitaire Fabiola Girão.
Si la présence au second tour des deux favoris était attendue, la surprise du scrutin provient de l'arrivée en troisième place de l'économiste Franco Parisi, qui parvient notamment à arriver largement en tête dans la région d'Antofagasta. Soutenu par des électeurs combinant un positionnement de centre droit et des opinions anti-système, Parisi se place ainsi en position de faiseur de rois.
Le taux d’abstention s’élève à 53 %, un taux conforme à l'abstentionnisme traditionnellement élevé au Chili. Vicente Inostroza, analyste politique à l'université Diego Portales, explique que « le faible taux de participation dans les zones rurales est frappant, et plus le niveau socio-économique est élevé, plus la participation est importante », ce qui semble avoir favorisé José Antonio Kast.

### Entre-deux-tours
Le positionnements aux extrêmes des deux candidats restés en lice voit ces derniers effectuer une « course au centre » lors de l'entre deux tours, afin de rallier un maximum d'indécis modérés ainsi que d'électeurs s'étant abstenus, ceux-ci représentant plus de la moitié des inscrits.
Un report de voix de la part des électeurs de Sebastián Sichel en faveur de José Antonio Kast est attendu. Ainsi, au soir du premier tour, Sebastián Sichel exclut tout soutien à Gabriel Boric et se déclare « prêt à discuter » avec José Antonio Kast.
De même, un report de voix des électeurs de Yasna Provoste, Marco Enríquez-Ominami et Eduardo Artés pour Gabriel Boric est également attendu. La démocrate chrétienne Yasna Provoste déclare que « Kast représente un esprit totalitaire et fasciste, nous ne pouvons pas tolérer le fascisme », mais n'apporte initialement pas son soutien explicite à Gabriel Boric. Parmi les partis qui composaient sa coalition, le Parti socialiste, le Parti pour la démocratie et le Parti libéral apportent leur soutien à Gabriel Boric ; seul le Parti démocrate-chrétien réserve sa position. Marco Enriquez-Ominami, quant à lui, déclare apporter son soutien à Gabriel Boric.
Cependant, ces ajouts ne permettent à eux seuls à l'un ou l'autre candidat d'atteindre la majorité absolue. Les deux candidats tentent par conséquent de s'attirer les faveurs de l'électorat de Franco Parisi. Kast met ainsi en avant ses prises de position en faveur du capitalisme et de l’ordre public tandis que Boric fait de même en matière de progressisme et d'État-providence. Le candidat d’extrême droite retire par ailleurs de son programme l'idée de supprimer le ministère de la Femme et de réserver certaines aides sociales aux seules femmes mariées plutôt qu'aux célibataires. Un député récemment élu, Johannes Kaiser, est contraint de quitter le parti de José Antonio Kast après avoir remis en cause le droit de vote des femmes et justifié le viol,.
José Antonio Kast reçoit finalement les soutiens de Franco Parisi et Sebastián Sichel, ainsi que celui du président sortant Sebastián Piñera. Gabriel Boric reçoit quant à lui les soutiens de Yasna Provoste, Marco Enríquez-Ominami et Eduardo Artés, ainsi que de l'ancienne présidente Michelle Bachelet.
L'entre-deux-tours voit par ailleurs la Chambre des députés voter le 23 novembre par 97 voix contre 35 la légalisation du mariage homosexuel, l'un des thèmes de la campagne. Porté par le président sortant Sebastián Piñera, le projet avait préalablement été voté le 1er juillet au Sénat par 28 voix contre 14,. Les députés ayant modifié le texte, le projet est renvoyé en commission mixte avant un second vote dans les deux chambres. Le 7 décembre, le texte est approuvé au Sénat par 21 voix contre 8, et à la Chambre par 82 voix pour et 20 contre,,. La loi est promulguée par Piñera deux jours plus tard. Son entrée en vigueur n'intervient cependant que le 10 mars 2022, soit la veille de la passation de pouvoir au président élu en 2021,,.

### Second tour
Gabriel Boric l'emporte avec 55,87 % des suffrages exprimés lors du second tour, qui connait une hausse notable du taux de participation : 55,64 %, contre 47,33 % au premier tour. Il s'agit de la participation la plus élevée depuis la fin du vote obligatoire en 2012. La hausse de la participation des classes populaires et des jeunes semble avoir permis à Gabriel Boric de déjouer les sondages, qui le donnaient au coude-à-coude avec Kast. Il devient ainsi à 35 ans le plus jeune président de l'histoire du Chili. Lors de son discours de victoire, il assure que le pays bénéficiera de davantage de droits sociaux tout en restant fiscalement responsable. À l'annonce de sa victoire, la capitale Santiago ainsi que de nombreuses villes du pays connaissent des scènes de liesses jusque tard dans la nuit.
José Antonio Kast reconnaît sa défaite dès le soir du scrutin et appelle Gabriel Boric pour le féliciter, avant de déclarer sur son compte Twitter que celui ci « est aujourd’hui le président élu du Chili et mérite tout notre respect et notre collaboration constructive. Le Chili passe toujours en premier. »
La bourse de Santiago ouvre le lendemain du scrutin sur une baisse de 6,83 %, les marchés financiers étant effrayés par la victoire de la gauche.